# Alain Dufour
Alain Dufour (Versoix, 12 luglio 1928 – Ginevra, 17 maggio 2017) è stato uno storico e archivista svizzero.

## Biografia
Dopo essersi laureato all'Università di Ginevra, ottenne il diploma di archivista e paleografo all'École des chartes e frequentò come borsista l'Istituto italiano per gli studi storici. Ha lavorato per alcuni anni alla Biblioteca Pubblica e Universitaria di Ginevra, poi alla Librairie Droz, divenendone nel 1968 amministratore unico. Autore di studi importanti sul calvinismo e sulla storia della storiografia (nel 1968 Droz pubblicò la sua traduzione in francese della Teoria e storia della storiografia di Benedetto Croce), è ricordato soprattutto per la monumentale edizione della Correspondance di Teodoro di Beza, pubblicata da Droz a partire dal 1960 e giunta nel 2017 al 43° volume.

## Opere principali
- Histoire politique et psychologie historique, Genève, Droz, 1966 (traduzione italiana, Napoli, Giannini, 1969)
- Théodore de Bèze: poète et théologien,	Genève, Droz, 2006